# Emeric Glasz

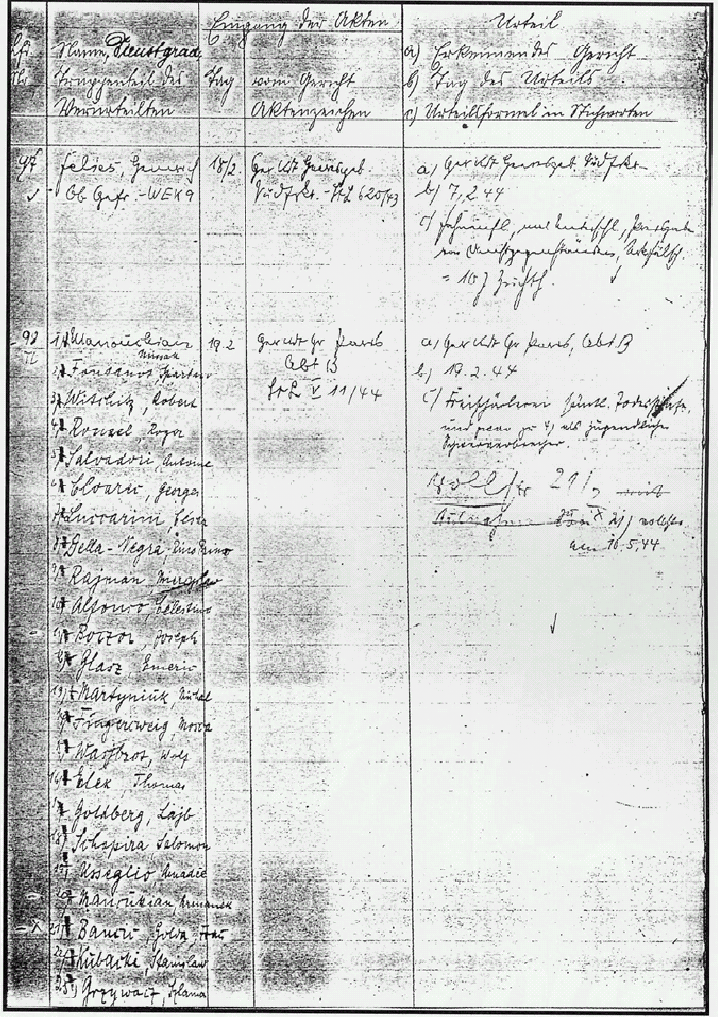
Document d'archive allemand, indiquant les noms des condamnés et le verdict, daté du 21 février 1944.

Emeric Glasz (Imre Békés Glasz) né le 14 juillet 1902 à Budapest (Empire austro-hongrois, actuelle Hongrie) et mort le 21 février 1944, fusillé au fort du Mont-Valérien, est un Hongrois, soldat volontaire des FTP-MOI au sein du Groupe Manouchian-Boczov-Rayman des FTP-MOI de la région parisienne, dont une dizaine avaient leur portrait sur l'Affiche rouge.

## Biographie

### Jeunesse
Emeric Glasz, né dans une famille juive,, émigre en France en 1937 où il travaille comme ouvrier mécanicien. Il se marie le 1er septembre 1939, jour de la déclaration de guerre. Durant la campagne de France, il combat dans le 23e régiment de marche des volontaires étrangers et participe notamment à la défense de l'Aisne lors de la percée allemande du 9 et 10 juin 1940. Démobilisé après l'armistice, il reprend son travail à Paris.

### Seconde Guerre mondiale
Entré dans la clandestinité en 1941, il agit d'abord au sein des GSD (Groupes de sabotage et de destruction), puis dans le 2e détachement des FTP-MOI, rassemblant les hungaro-roumains, et enfin dans les équipes de « dérailleurs », dont il devient l'un des chefs et responsables majeurs. Il travaille beaucoup avec le bataillon de Joseph Boczov et participe notamment à l'attaque d'une patrouille allemande à Paris à l'été 1943, et au déraillement du convoi allemand sur la ligne Paris - Troyes, à Grandpuits près de Mormant dans la nuit du 24 au 25 octobre 1943.
Il est arrêté le 17 novembre 1943 au métro Denfert-Rochereau par des inspecteurs des Brigades spéciales (BS2) qui le remettent aux Allemands. Il est l’un des vingt-quatre accusés qui sont jugés le 18 février 1944 par le tribunal du Gross Paris. Il est condamné à mort et fusillé au Mont-Valérien, le 21 février 1944 à 15 h 40, aux côtés notamment de Celestino Alfonso, Joseph Boczov et Marcel Rayman,,. Ce martyr de la Résistance est mort sous les balles allemandes à l'âge de 41 ans.

## Divers
- Profession : ouvrier métallurgiste puis ajusteur
- Lieu d'habitation : 18e arrondissement de Paris

## Mémoire

### Timbre-poste
En 1974 l'administration postale de la République populaire de Hongrie émet un timbre-poste, d'une valeur de trois forint, illustré, sur fond bleu-blanc-rouge, des effigies de trois hongrois « héros de la Résistance française » : Jószef Boczor, Imre Békés Glasz et Tamás Elek

### Panthéon
Le 21 février 2024, il est cité « Mort pour la France », ainsi que ses 22 autres camarades, avec l'entrée de Missak et de Mélinée Manouchian lors de la cérémonie de panthéonisation en présence d'Emmanuel Macron, président de la République française. Une plaque portant son nom et ceux des 23 résistants du groupe Manouchian est apposée au Panthéon.

## Liste des membres du groupe Manouchian exécutés

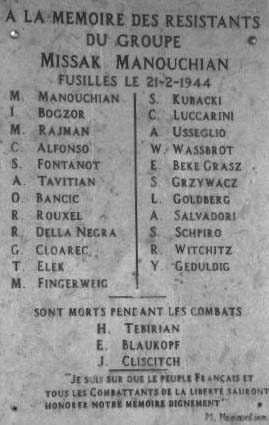
Mémorial de l'Affiche rouge à Valence.

La liste suivante des 23 membres du groupe Manouchian exécutés par les Allemands signale par la mention (AR) les dix membres que les Allemands ont fait figurer sur l'Affiche rouge :
- Celestino Alfonso (AR), Espagnol, 27 ans
- Olga Bancic, Roumaine, 32 ans (seule femme du groupe, guillotinée en Allemagne le 10 mai 1944)
- Joseph Boczov [József Boczor; Wolff Ferenc] (AR), Hongrois, 38 ans - Ingénieur chimiste
- Georges Cloarec, Français, 20 ans
- Rino Della Negra, Italien, 19 ans
- Thomas Elek [Elek Tamás] (AR), Hongrois, 18 ans - Étudiant
- Maurice Fingercwajg (AR), Polonais, 19 ans
- Spartaco Fontanot (AR), Italien, 22 ans
- Jonas Geduldig, Polonais, 26 ans
- Emeric Glasz [Békés (Glass) Imre], Hongrois, 41 ans - Ouvrier métallurgiste
- Léon Goldberg, Polonais, 19 ans
- Szlama Grzywacz (AR), Polonais, 34 ans
- Stanislas Kubacki, Polonais, 36 ans
- Cesare Luccarini, Italien, 22 ans
- Missak Manouchian (AR), Arménien, 37 ans
- Armenak Arpen Manoukian, Arménien, 44 ans
- Marcel Rayman (AR), Polonais, 21 ans
- Roger Rouxel, Français, 18 ans
- Antoine Salvadori, Italien, 24 ans
- Willy Schapiro, Polonais, 29 ans
- Amedeo Usseglio, Italien, 32 ans
- Wolf Wajsbrot (AR), Polonais, 18 ans
- Robert Witchitz (AR), Français, 19 ans

## Décoration
- Médaille de la Résistance française, à titre posthume par le décret du 31 mars 1947[11].

## Filmographie
- L'Affiche rouge de Frank Cassenti, sorti en 1976
- L'Armée du crime de Robert Guédiguian, sorti en 2009
- La Traque de L’Affiche rouge ; Réalisation : Georges Amat et Denis Peschanski ; Compagnie des Phares et Balises, 2007.

## Hommages
- À l'occasion de la commémoration des soixante-dix ans de l'exécution du Groupe Manouchian, son nom figure dans la BD Vivre à en Mourir de Laurent Galandon et de Jeanne Puchol parue aux éditions du Lombard.
- Son nom est inscrit sur les monuments de Valence et d'Ivry-sur-Seine, ainsi que sur la cloche des fusillés du fort du Mont-Valérien, à Suresnes.

## Distinctions
- Emeric Glasz est décoré à titre posthume de la Médaille de la Résistance.
- La mention Mort pour la France lui est attribuée par le Ministère de la défense en date du 3 août 1971[12].